# Балата ди Модика (Рагуза)
Балата ди Модика је насеље у Италији у округу Рагуза, региону Сицилија.
Према процени из 2011. у насељу је живело 15 становника. Насеље се налази на надморској висини од 561 м.